# Basketball Association of America
Die Basketball Association of America (BAA) war eine professionelle Basketball-Liga in den Vereinigten Staaten, die 1946 gegründet wurde. 1949 wurde die Liga zusammen mit der National Basketball League (NBL) zur National Basketball Association (NBA) fusioniert. Die NBA wird als Kontinuum der BAA betrachtet. In der Saison 2023/24 spielten noch sechs jener Teams, die bereits der BAA angehört hatten inklusive der drei Gründungsmitglieder New York Knicks, Boston Celtics und Philadelphia Warriors, letztere heute in San Francisco ansässig.
Der Liga gehörten über den Zeitraum von drei Jahren insgesamt 18 Franchises an, von denen sich zwei vor Beginn des Spielbetriebs auflösten. Die restlichen 16 Teams bestritten drei Spielzeiten bis 1949 die Fusion folgte. Der erste Champion waren die Philadelphia Warriors, gefolgt von den Baltimore Bullets und den Minneapolis Lakers. Die Saison 1946/1947 begann mit elf Teams, von denen sich vier nach der Saison auflösten (Detroit, Cleveland, Pittsburgh und Toronto). In der Saison 1947/48 waren es durch die Aufnahme des American Basketball League–Meisters Baltimore Bullets acht und in der letzten Saison 1948/49 zwölf durch den Wechsel der NBL-Teams Minneapolis Lakers, der Rochester Royals, der Indianapolis Jets und der Fort Wayne Zollner Pistons in die neue Liga.
Die BAA hatte mehrere Probleme: In den Spielen wurden nur wenig Punkte erzielt (da es die Shot Clock noch nicht gab), es gab nur wenig Zuschauer bei geringer Spielqualität und es gab Schwierigkeiten, den Spielplan einzuhalten, da die Hallen auch von Eishockeyfranchises benutzt wurden.

## Geschichte
Walter A. Brown, der damalige Besitzer der Eishockeymannschaft Boston Bruins und Besitzer des Boston Garden, hatte die Idee, Basketballspiele in größeren Hallen auszutragen.
Am 6. Juni 1946 trafen sich die Mitglieder der Arena Managers Association of America (AMAA) in New York City. Dies waren alle Besitzer, Funktionäre oder Mieter der größten Hallen in den USA. Der Profi-Basketball in ihren Hallen sollte ähnlich erfolgreich sein wie die Veranstaltungen im College-Basketball und Eishockey.
Fünf der sechs Teambesitzer aus der National Hockey League (NHL) sowie sechs Teambesitzer aus der American Hockey League erklärten sich bereit, ein Team zu stellen. Maurice Podoloff, Präsident der American Hockey League, wurde zum Vorsitzenden der Liga gewählt.
Die Saison bestand aus 60 regulären Spielen. Darauf folgten die Play-offs und am Ende die Finals. Des Weiteren nahm die Liga einige Regeländerungen vor. Ein Viertel dauerte zwölf statt zehn Minuten und die Anzahl der erlaubten persönlichen Fouls wurde von fünf auf sechs erhöht. Das Abwehrsystem wurde von Zonendeckung auf strikte Manndeckung umgestellt, ansonsten wurde das College-Regelwerk beibehalten.

### Spielzeiten
- BAA 1946/47
- BAA 1947/48
- BAA 1948/49

### Fusion mit der NBL
Durch den Zusammenschluss der BAA mit der sportlich stärkeren National Basketball League (NBL) wurde am 3. August 1949 die National Basketball Association (NBA) gegründet. Die BAA war in den Anfangsjahren in großer finanzieller Not, stellte sich gegenüber Publikum und NBL aber als machtvolle Großstadtliga dar, um von ihrem sportlich unterlegenem Produkt abzulenken. Deswegen wurden die BAA-Regeln übernommen und Maurice Podoloff zum Präsidenten ernannt. Der 6. Juni 1946 wird daher auch als Geburtsstunde der NBA betrachtet, obwohl einige der heute stärksten NBA-Franchises ihren Anfang lange zuvor in der NBL nahmen.

## Teams
| - BAA Buffalo - BAA Indianapolis - Baltimore Bullets - Boston Celtics - Chicago Stags - Cleveland Rebels | - Detroit Falcons - Fort Wayne Pistons - Indianapolis Jets - Minneapolis Lakers - New York Knickerbockers - Philadelphia Warriors | - Pittsburgh Ironmen - Providence Steamrollers - Rochester Royals - St. Louis Bombers - Toronto Huskies - Washington Capitols |

## BAA-Champions
| Saison  | Sieger                | Ergebnis | Verlierer             |
| ------- | --------------------- | -------- | --------------------- |
| 1946/47 | Philadelphia Warriors | 4:1      | Chicago Stags         |
| 1947/48 | Baltimore Bullets     | 4:2      | Philadelphia Warriors |
| 1948/49 | Minneapolis Lakers    | 4:2      | Washington Capitols   |